# おだやかな日常
『おだやかな日常』（おだやかなにちじょう）は、2012年制作の日本・アメリカ合衆国の映画。
福島第一原子力発電所事故をモチーフに描いた問題作。放射性物質の恐怖に怯える2人の主婦の姿を通して、大人のいじめや家庭の不和など、震災を機に浮き彫りになった日常に潜む問題に重点が置かれて描かれている。
主演の杉野希妃は製作も兼任している。

## あらすじ
東日本大震災と福島第一原子力発電所事故後の東京近郊のとある街。マンションに夫と幼い娘・清美と3人で暮らすサエコは、夫から一方的に離婚話を切り出され、ひとりで清美を育てる事になる。
原発から飛散した放射性物質への恐怖心から、サエコは清美に「絶対に外で遊ばないように」と言い聞かせ、自ら購入したガイガーカウンターで幼稚園の庭の線量を計測する。しかし、愛する娘を守りたい一心で取った彼女の行動は他の母親たちからノイローゼと決めつけられて非難され、やがて陰湿な嫌がらせを受けるはめになってしまう。
その頃、サエコと同じマンションに暮らすフリーライターのユカコも放射能への危機感を募らせ、夫のタツヤに引っ越しをすべきだと主張、サエコと同じように孤立していく。

## キャスト
- サエコ：杉野希妃
- ユカコ：篠原友希子
- タツヤ：山本剛史
- 清美：渡辺杏実
- ノボル：小柳友
- 典子：渡辺真起子
- 美加：山田真歩
- 洋子：西山真来
- シンジ：志賀廣太郎
- 被災地から来た男：寺島進
- 電気屋店員：古舘寛治
- マリ先生：木引優子
- 森田先生：松浦祐也
- 和久井：高嶋寛
- カズコ：おぐちえりこ
- エリコ：三谷悦代
- ヒロト：佐藤博行
- 公介：高木公介
- 理子：片倉わき
- 和恵：よこえとも子
- 梶原：志戸晴一
- 警官：芦川誠
- 婦人警官：小枝、小瀧万梨子
- マスクの男：折原アキラ、深田晃司

## スタッフ
- 監督・脚本・編集：内田伸輝
- プロデューサー：杉野希妃、エリック・ニアリ
- エグゼクティブ・プロデューサー：小野光輔
- 撮影：角田真一
- 録音：高田伸也
- 助監督：桑島憲司
- ラインプロデューサー：三好保洋
- スペシャル・アドバイザー：アミール・ナデリ